# Samantha Richards
Pour les articles homonymes, voir Richards.
Samantha Richards, née le 24 février 1983 à Melbourne, en Australie, est une joueuse australienne de basket-ball. Elle évolue au poste de meneur.

## Palmarès
- Vainqueur du championnat d'Océanie 2007 et 2009
- Jeux olympiques d'été
  -  Médaille de bronze des Jeux olympiques de 2012 à Londres,  Royaume-Uni[1]